# Выкса (городской округ)
Город Вы́кса, или городско́й о́круг го́род Вы́кса — административно-территориальное образование (город областного значения) и муниципальное образование со статусом городского округа в Нижегородской области России. До 2011 года составлял Вы́ксунский район.
Административный центр — город Выкса.

## География
Городской округ расположен в бассейне нижней Оки, на юго-западе Нижегородской области. Граничит с Касимовским и Ермишинским районами Рязанской области на юге и Меленковским районом Владимирской области на западе. На севере и северо-востоке граничит с городскими округами Навашинским и город Кулебаки. На востоке и юго-востоке — с Ардатовским и Вознесенским районами Нижегородской области.
Городской округ расположен в Приокской низине и входит в Приокский юго-западный низинный полесский край.
Расстояние от города Выкса до областного центра — города Нижний Новгород по автомагистрали составляет 186 километров.

## История
До екатерининской губернской реформы 1775—1796 годов территория современного округа была поделена между тремя административно-территориальными единицами: западная часть (Досчатое, Шиморское, Ближне-Песочное, западная часть Выксы) входила в состав Муромского уезда, северо-восточная (центральная часть Выксы, Виля) – в состав Арзамасского уезда, южная часть (окрестности села Семилово) – в состав Касимовского уезда.
К началу XX века территории нынешнего городского округа входили в состав Ардатовского уезда Нижегородской губернии, Муромского и Меленковского уездов Владимирской губернии и Темниковского уезда Тамбовской губернии.
В 1921 году был образован Выксунский уезд, состоявший из четырёх волостей: Вознесенской, Кулебакской, Ново-Дмитриевской и Шиморской. В этот период в составе уезда, помимо самой Выксы, находились населённые пункты Кулебаки, Мордовщиково (Навашино) и Вознесенское, которые в будущем станут центрами самостоятельных административно-территориальных единиц.
В 1929 году в результате административно-территориальной реформы Выксунский уезд был ликвидирован, а его территорию разделили на два района — Выксунский и Кулебакский. В 1934 году центр района — рабочий посёлок Выкса получил статус города.
С 1963 по 1965 годы в связи с укрупнением административно-территориальных единиц Горьковской области территории упразднённых Кулебакского и Навашинского районов входили в состав Выксунского района.
В 2011 году Законами Нижегородской области Выксунский муниципальный район со входящими в него муниципальными образованиями был преобразован в муниципальное образование городской округ город Выкса, а административно-территориальное образование Выксунский район преобразовано в административно-территориальное образование город областного значения Выкса Нижегородской области.

## Население
| 2002    | 2008    | 2009    | 2010    | 2011    | 2012    | 2013    | 2014    | 2015    |
| ------- | ------- | ------- | ------- | ------- | ------- | ------- | ------- | ------- |
| 91 191  | ↘57 213 | ↘56 529 | ↗84 845 | ↘58 094 | ↗84 542 | ↘84 034 | ↘83 881 | ↘83 414 |
| 2016    | 2017    | 2018    | 2019    | 2020    | 2021    |         |         |         |
| ↘83 035 | ↘82 656 | ↘82 280 | ↘81 654 | ↗81 745 | ↘73 478 |         |         |         |

2.42 % населения области. Большая часть населения (61.57 %) проживает в городе Выксе.

### Национальный состав
В городском округе город Выкса преобладает русское население.

## Административно-территориальное устройство
Город областного значения и городской округ включают в себя следующие административно-территориальные образования: 1 город, 4 рабочих посёлка и 2 сельсовета. В рамках Выксунского района они были 5 городскими и 2 сельскими поселениями
| № | Административно- территориальное (упразднённое муниципальное) образование | Административный центр | Количество населённых пунктов | Население на 2010 (чел.) | Площадь (км²) |
| - | ------------------------------------------------------------------------- | ---------------------- | ----------------------------- | ------------------------ | ------------- |
| 1 | Город Выкса                                                               | город Выкса            | 3                             | 58.210                   | Н/Д           |
| 2 | Рабочий посёлок Ближне-Песочное                                           | пгт Ближне-Песочное    | 3                             | 4.811                    | Н/Д           |
| 3 | Рабочий посёлок Виля                                                      | пгт Виля               | 6                             | 4.332                    | Н/Д           |
| 4 | Рабочий посёлок Досчатое                                                  | пгт Досчатое           | 1                             | 5.217                    | Н/Д           |
| 5 | Рабочий посёлок Шиморское                                                 | пгт Шиморское          | 8                             | 5.091                    | Н/Д           |
| 6 | Новодмитриевский сельсовет                                                | село Новодмитриевка    | 23                            | 2.005                    | Н/Д           |
| 7 | Туртапинский сельсовет                                                    | село Туртапка          | 3                             | 5.179                    | Н/Д           |

### Населённые пункты
В состав города областного значения и городского округа входит 47 населённых пунктов:
| №  | Населённый пункт | Тип населённого пункта        | Население | Административно-территориальное образование |
| -- | ---------------- | ----------------------------- | --------- | ------------------------------------------- |
| 1  | Бакин            | посёлок                       | ↘4        | Рабочий посёлок Шиморское                   |
| 2  | Ближне-Песочное  | рабочий посёлок               | ↘2893     | Рабочий посёлок Ближне-Песочное             |
| 3  | Боевой           | посёлок                       | ↗1        | Новодмитриевский сельсовет                  |
| 4  | Борковка         | село                          | ↗1091     | Рабочий посёлок Ближне-Песочное             |
| 5  | Верхняя Верея    | село                          | ↘619      | Рабочий посёлок Виля                        |
| 6  | Виля             | рабочий посёлок               | ↗3669     | Рабочий посёлок Виля                        |
| 7  | Внутренний       | посёлок                       | ↘12       | Рабочий посёлок Шиморское                   |
| 8  | Выкса            | город, административный центр | ↘45 240   | Город Выкса                                 |
| 9  | Гагарская        | деревня                       | ↘26       | Новодмитриевский сельсовет                  |
| 10 | Грязная          | деревня                       | ↘803      | Рабочий посёлок Ближне-Песочное             |
| 11 | Дальнепесочная   | деревня                       | ↘14       | Новодмитриевский сельсовет                  |
| 12 | Димара           | посёлок                       | ↘135      | Новодмитриевский сельсовет                  |
| 13 | Досчатое         | рабочий посёлок               | ↘4630     | Рабочий посёлок Досчатое                    |
| 14 | Дружба           | посёлок                       | ↘3904     | Туртапинский сельсовет                      |
| 15 | Змейка           | деревня                       | ↗257      | Туртапинский сельсовет                      |
| 16 | Илькино          | деревня                       | →0        | Новодмитриевский сельсовет                  |
| 17 | Красное Солнце   | посёлок                       | ↘6        | Новодмитриевский сельсовет                  |
| 18 | Малиновка        | посёлок                       | ↘11       | Новодмитриевский сельсовет                  |
| 19 | Мотмос           | село                          | ↗1858     | Город Выкса                                 |
| 20 | Мяря             | посёлок                       | ↘2        | Новодмитриевский сельсовет                  |
| 21 | Нижняя Верея     | село                          | ↘792      | Рабочий посёлок Шиморское                   |
| 22 | Новая Деревня    | деревня                       | ↘241      | Новодмитриевский сельсовет                  |
| 23 | Новодмитриевка   | село                          | ↘889      | Новодмитриевский сельсовет                  |
| 24 | Норковка         | деревня                       | ↘28       | Рабочий посёлок Виля                        |
| 25 | Озёрный          | посёлок                       | ↘9        | Рабочий посёлок Шиморское                   |
| 26 | Ореховка         | посёлок                       | ↘5        | Новодмитриевский сельсовет                  |
| 27 | Осиповка         | деревня                       | ↘3        | Новодмитриевский сельсовет                  |
| 28 | Покровка         | деревня                       | ↘165      | Новодмитриевский сельсовет                  |
| 29 | Полдеревка       | село                          | ↘91       | Новодмитриевский сельсовет                  |
| 30 | Пристанское      | посёлок                       | ↘6        | Рабочий посёлок Шиморское                   |
| 31 | Пустошка         | деревня                       | ↘5        | Новодмитриевский сельсовет                  |
| 32 | Ризадеевский     | посёлок                       | ↘151      | Город Выкса                                 |
| 33 | Рожновский       | посёлок                       | ↘19       | Рабочий посёлок Виля                        |
| 34 | Семилово         | село                          | ↘23       | Новодмитриевский сельсовет                  |
| 35 | Сноведь          | село                          | ↘265      | Рабочий посёлок Виля                        |
| 36 | Старая Деревня   | деревня                       | ↘4        | Новодмитриевский сельсовет                  |
| 37 | Стрелка          | посёлок                       | ↘8        | Рабочий посёлок Шиморское                   |
| 38 | Тайга            | посёлок                       | →0        | Новодмитриевский сельсовет                  |
| 39 | Тамболес         | деревня                       | ↗373      | Рабочий посёлок Шиморское                   |
| 40 | Туртапка         | село                          | ↗1018     | Туртапинский сельсовет                      |
| 41 | Унор             | посёлок                       | ↘53       | Новодмитриевский сельсовет                  |
| 42 | Фирюсиха         | посёлок                       | ↘57       | Рабочий посёлок Виля                        |
| 43 | Чёрная           | деревня                       | ↘0        | Новодмитриевский сельсовет                  |
| 44 | Чупалейка        | село                          | ↘327      | Новодмитриевский сельсовет                  |
| 45 | Шернавка         | посёлок                       | ↘4        | Новодмитриевский сельсовет                  |
| 46 | Шиморское        | рабочий посёлок               | ↘3876     | Рабочий посёлок Шиморское                   |
| 47 | Ягодка           | посёлок                       | →0        | Новодмитриевский сельсовет                  |

### Упразднённые населённые пункты
В декабре 2017 года был упразднён посёлок Домики.

## Экономика
Промышленность
Объём отгруженных товаров собственного производства, выполнено работ и услуг собственными силами по обрабатывающим производствам за 2009 год 98,78 млрд рублей.
Основу экономики городского округа определяет промышленное производство, которое представлено 15 крупными предприятиями. Промышленность является основным бюджетообразующим хозяйственным сектором, формирующим около 85 % доходной части местного бюджета. Ведущая роль в промышленном производстве принадлежит чёрной металлургии, на долю которой приходится 93 % валовой продукции промышленности района.
| Предприятия                            | Отрасль                                         |
| -------------------------------------- | ----------------------------------------------- |
| АО «Выксунский металлургический завод» | Чёрная металлургия                              |
| ОАО «Дробмаш»                          | Машиностроение                                  |
| ПАО «Завод корпусов»                   | Машиностроение                                  |
| ОАО «Выксалес»                         | Лесная промышленность                           |
| ОАО «ВЗЛМК»                            | Строительство и производство металлоконструкций |
| ОАО «Выксунский ЛЗП»                   | Лесопереработка                                 |
| ООО «Химлес»                           | Лесохимическая деятельность                     |
| ОАО «Железобетон»                      | Производство строительных материалов            |
| ОАО «Теплоизол»                        | Производство строительных материалов            |
| ОАО «Выксунский хлеб»                  | Пищевая промышленность                          |
| ОАО «Молоко»                           | Пищевая промышленность                          |
| АО «ДЗМО»                              | Производство медицинского оборудования          |
| ООО «Транзит-Строй-Сервис»             | Лесопереработка                                 |
| ОАО «Выксаполиграфиздат»               | Полиграфическая деятельность                    |
| ООО «Стандартъ»                        | Производство алкогольных напитков               |

Промышленными предприятиями района вырабатывается более 140 видов продукции. Среди них: сталь, прокат, трубы, дробилки, конвейеры, пиломатериал, минеральная вата, хлебобулочные и ликёроводочные изделия и другое.
Сельское хозяйство
Производством сельскохозяйственной продукции в городском округе занимаются 8 коллективных хозяйств и 42 фермерских хозяйства. Работает сервисная организация по обслуживанию предприятий АПК — ОАО «Сельхозтехника».
Два основных производителя — агрофирма ОАО «ВМЗ» и ОАО «Выксунская птицефабрика» дают 76 % молока и 97 % мяса в общем объёме сельскохозяйственного производства городского округа.
| Предприятия                   | Направление деятельности                                            |
| ----------------------------- | ------------------------------------------------------------------- |
| ТОО «Новское»                 | Молочное животноводство, кормовое растениеводство                   |
| ЗАО «Чупалейский»             | Молочное животноводство, кормовое растениеводство                   |
| ОАО «Выксунская птицефабрика» | Птицеводство                                                        |
| ООО «Луговое»                 | Молочное животноводство, кормовое растениеводство                   |
| ООО «Нижневерейское»          | Молочное животноводство, кормовое растениеводство                   |
| Агрофирма «Металлург»         | Молочное животноводство, переработка сельскохозяйственной продукции |
| СПК «Шиморский»               | Молочное животноводство, кормовое растениеводство                   |
| ООО «Рыбхоз „Полдеревский“»   | Рыбоводство                                                         |

Основными направлениями специализации сельского хозяйства городского округа город Выкса являются молочное животноводство, кормовое растениеводство, птицеводство. переработка сельскохозяйственной продукции.
Два хозяйства в районе занимаются рыбоводством, это — ООО «Рыбхоз „Полдеревский“», производящий ежегодно в среднем 60 тонн товарной рыбы и 55 тонн малька, и агрофирма «Металлург» с годовым производством товарной рыбы в объёме 4 тонн.
Пчеловодство в районе представлено 3 пасеками с общим количеством пчелосемей — 150.
Транспорт
По территории городского округа проходят две автомобильные трассы областного значения К-161 Выкса — Кулебаки и К-94 Выкса — Вознесенское. Протяжённость автомобильных дорог с твёрдым покрытием составляет 228 километров.
Пассажирские перевозки осуществляет Выксунское пассажирское автопредприятие. Протяжённость автобусных внутриобластных маршрутных линий 492,5 километра.
Ресурсы
Основой для развития экономики городского округа послужили минеральные ресурсы. Наличие железных руд и других полезных ископаемых, (доломитов, песков, глины, торфа), лесных ресурсов и обилие малых рек способствовало развитию чёрной металлургии, лесной и деревообрабатывающей промышленностей. На базе использования местного металла были созданы машиностроительная промышленность и производство медицинского оборудования. Отходы металлургии дали толчок развитию промышленности строительных материалов. Концентрация городского населения определила развитие капитального строительства, агропромышленного комплекса, транспорта, связи и других предприятий сферы услуг.
Земельные ресурсы
На сельскохозяйственные угодья в округе приходится 16,3 % территории, в том числе 8,2 % занято под пашни, 4,4 % отведено под сенокосы и 2,4 % — под пастбища. Земли личных подсобных хозяйств и индивидуального строительства составляют 1,2 %. Под площади, улицы, дороги, проезды отведено 2,2 % земель.
Почвы городского округа — дерново-подзолистые, супесчаные и песчаные, часто заболоченные и малоплодородные.
Из 39 000 гектаров земель общего пользования наибольший удельный вес занимают земли сельскохозяйственного назначения — 53 %.
| Наименование земель                                        | Всего, гектаров | В % к общей площади |
| ---------------------------------------------------------- | --------------- | ------------------- |
| Пашня                                                      | 15255           | 8,2                 |
| Многолетние насаждения                                     | —               | —                   |
| Сенокосы                                                   | 7493            | 4,2                 |
| Пастбища                                                   | 6843            | 3,7                 |
| Итого сельхозугодий                                        | 29591           | 16,2                |
| Коллективное и индивидуальное садоводство и огородничество | 415             | 0,2                 |
| Земли личных подсобных хозяйств                            | 2103            | 1,1                 |
| Леса                                                       | 135258          | 73,9                |
| Кустарники                                                 | 1603            | 0,9                 |
| Болота                                                     | 5480            | 3,0                 |
| Под водой                                                  | 2411            | 1,3                 |
| Земли, находящиеся в стадии мелиоративного строительства   | 2               | < 0,1               |
| Площади, улицы, переулки                                   | 4121            | 2,2                 |
| Под строениями                                             | 378             | 0,2                 |
| Нарушенные земли                                           | 121             | 0,1                 |
| Прочие                                                     | 1720            | 0,9                 |

Минеральные ресурсы
В городском округе город Выкса берёт своё начало железорудная полоса, расположенная на юге Нижегородской области и проходящая от Выксы в направлении Череватова и Первомайска. Рудоносная толща (8-10 метров) выксунских железных руд находится близко к поверхности, но руда в ней залегает отдельными гнёздами и не составляет сплошного горизонтального скопления. Железная руда содержит 30—37 % чистого железа. В связи с нерентабельностью и относительно небольшими ресурсами добычу прекратили в 1923 году.
На территории округа расположены 3 месторождения глинистого сырья с промышленными запасами порядка 5 000 000 кубических метров (Вильское, Песоченское, Фирюсихинское), 2 месторождения песчано-гравийного материала с промышленными запасами около 1 500 000 кубических метров (Конновское, Ляховское), 2 месторождения карбонатных пород с промышленными запасами 900000 кубических метров (Бачиханское, Шиморское). Строительные пески распространены повсюду. В южной части района имеются залежи торфа.
Лесные ресурсы
До начала XX века на территории нынешнего городского округа находились знаменитые муромские леса. Но они были срублены на древесный уголь, дрова и строительный материал. Постепенно леса были восстановлены, в настоящее время занимают 146600 гектаров территории района. Современная лесистость района составляет 78 %. На песчаных почвах преобладает сосна. Низкие заболоченные места заняты осиной и берёзой.
Общий запас древесины составляет 16 700 000 кубических метров, в том числе 11 300 000 кубических метров приходится на хвойные породы. Запас спелых пород — 3 000 000 кубических метров, из них хвойные породы — 2 000 000 кубических метров. Расчётная лесосека по главному пользованию определена в размере 139400 кубических метров, по хвойным породам — 78300 кубических метров. Все леса района относятся к лесам водоохранно-эксплуатационного назначения. На леса I группы приходится 2300 гектаров, на леса II группы — 137 100 гектаров.
Имеются благоприятные условия и возможности для успешного осуществления пользования лесами для сбора ягод, грибов, плодов и лекарственных трав. Грибоносная площадь составляет 11 900 гектаров с биологическим урожаем 400 тонн грибов в год. Наибольший удельный вес (48 %) занимают грибы ценных трубчатых пород.
Ягодные площади разбросаны небольшими участками по всей территории. Ягодных площадей для промышленного сбора не имеется.
На территории округа есть база для заготовки лесохимического сырья: живицы хвойных пород, соснового пнёвого осмола, сосновой лапки, берёзового сока, бересты берёзы и мочала. Сырьевая база подсочки сосновых насаждений — 5500 гектаров.
Водные ресурсы
На западе округа протекает река Ока, притоками которой являются реки Сноведь, Велетьма, Суводь, Верея и Железница. Все внутренние реки являются малыми, имеют лесной характер своего питания, поэтому круглый год относительно многоводны. Общая площадь водосброса — 1771 квадратных километров.
Для развития чёрной металлургии сооружались крупные искусственные заводские пруды. Из 5 крупнейших прудов Нижегородской области 5 находятся в городском округе город Выкса с площадью зеркала от 2,8 до 5,8 квадратного километра. Это Вильский, Запасной, Досчатинский, Верхне-Выксунский и Нижний пруды (в настоящее время Досчатинского пруда не существует из-за разрушения плотины в 2003 году).
В пределах округа расположена часть уникального Южно-Горьковского месторождения подземных вод, из которого организовано водоснабжение населённых пунктов.
В округе имеются пойменные и донно-пойменные озёра.
Биологические ресурсы
В городском округе распространены луга материково-суходольные и низинные, расположенные на склонах долин, а также луга заливные, находящиеся в поймах речек. Естественная продуктивность лугов составляет 5—7 ц/га.
В животном мире наибольший практический интерес представляют охотничьи виды птиц, млекопитающие и промысловые виды рыб. В лесах водятся лоси, кабаны, лисы, зайцы, глухари, тетерева, рябчики.
Профессионально рыбный промысел распространён в районе села Чупалейки с хозяйственным промыслом живой рыбы не менее 70 тонн в год.
Благоприятные природно-климатические условия способствуют поддержанию промыслового фонда в объёме не менее 300 тонн живой рыбы.
Особо охраняемые природные территории
В городском округе город Выкса водные и лесные ресурсы, неповторимость ландшафтов, пейзажное разнообразие местности выступают в качестве природно-рекреационных ресурсов. Здесь имеются все условия для оздоровительного отдыха и туризма, рыболовства и охоты, для развития дачных и садоводческих товариществ, организации туров здоровья и выходного дня.
К государственным памятникам природы относятся:
- Озеро Витерево. Живописное озеро, расположенное в пойме реки Оки. Место произрастания редких видов растений;
- Рожнов бор. Площадь 857 гектаров. Расположен на землях Выксунского лесхоза. Участок высоковозрастных сосновых боров;
- Биоценозы поймы реки Оки у посёлка Внутреннего. Площадь 1020,2 гектара. Участок поймы реки Оки с типичными ландшафтами. Место обитания редких видов животных;
- Участок хвойных лесов у посёлка Внутреннего. Площадь 57 гектаров, охранная зона 286 гектаров. Участок высоковозрастных сосновых боров. Место обитания редких видов животных.

## Культура и образование
Образование
В городском округе город Выкса 32 детских дошкольных учреждения, из них шесть находятся в сельской местности.
В округе 36 школ, из них — 17 средних, 9 основных, 8 начальных школ, гимназия, имеющая гуманитарный профиль и вечерняя школа. Всего в школах обучаются 11 989 учащихся.
Имеются 2 профессиональных училища: ПУ-35, ПУ-10 с 2000 учащихся.
Кроме названных профессиональных училищ, кадры для предприятий города готовит государственное образовательное учреждение «Выксунский металлургический техникум», где обучается более 1300 человек на дневном и вечернем отделениях.
Государственное образовательное учреждение «Профессиональное училище № 2» было преобразовано в «Выксунский политехнический техникум», на базе которого производится обучение и по техническому профилю.
Специалистов с высшим образованием готовят шесть филиалов технических и гуманитарных ВУЗов Нижнего Новгорода и Москвы.
Культура и спорт
Сеть учреждений культуры округа, состоящая из 57 единиц, включает в себя:
- 28 библиотек (13 — в городской местности, 15 — в сельской);
- 25 учреждений клубного типа (3 — в городе , 22 — на селе);
- 1 районный организационный методический центр;
- 2 детских музыкальных школы;
- 1 детскую художественную школу;
- музей.

Гордость выксунцев — дворец культуры металлургов имени Лепсе, открытый в 1929 году.
Большой популярностью пользуется исторический музей, который располагается в бывшем особняке Баташовых, основателей выксунских металлургических заводов.
Достопримечательность Выксы — парк в самом её центре площадью 41 га, распланированный во французском стиле по образцу известных европейских парков в Версале, Летнего сада в Петербурге, парков Петергофа. Композиционная ось парка — главная липовая аллея — на юге заканчивается домом-дворцом Баташовых. В сохранённом парке особенно привлекательны пейзажи вокруг прудов. Выксунский парк — ценный памятник садово-паркового искусства второй половины XIX века, который сегодня вместе с голубым ожерельем прудов создаёт самобытный оригинальный образ Выксы и остаётся любимым местом отдыха горожан.
Здесь располагаются базы отдыха предприятий и организаций, детские оздоровительные лагеря:
- «Лазурный» (ГБУДО ДСООЦ «Детский центр „Лазурный“» расположен в 200 км к юго-западу от Нижнего Новгорода в городском округе город Выкса на берегу реки Ока в живописном сосновом бору)
- «Звёздный» (ОАО «Выксунский металлургический завод»);
- «Костёр» (спорткомитет Выксунского района);
- «Дубки» (ЗАО «ВЗЛМК») (прекратил своё существование);
- «Чайка» (Выксунский металлургический техникум) (сгорел в результате самого большого лесного пожара в Европе в 2010 году, восстановлению не подлежит).

## Лечебные учреждения
В районе имеется 36 медицинских учреждений, в том числе 14 — в городе, 22 — в селе.
ОАО «Выксунский металлургический завод» имеет: медсанчасть, в которую входит стационар на 190 коек, поликлиника на 293 посещения в смену, санаторий-профилакторий на 100 мест, 2 физкультурно-оздоровительных комплекса на 430 человек в день.

## Русская православная церковь
С 2012 года Выкса является центром Выксунской епархии, объединяющей православные приходы на территории западных муниципалитетов Нижегородской области. Непосредственно в самом округе функционирует девятнадцать православных приходов, объединённых в два благочинных округа — Выксунский и Успенский. Также на территории округа находится Иверский женский монастырь, основанный преподобным Варнавой Гефсиманским в 1863 году.